# Heinrich Hofmann
Pour l’article homonyme, voir Heinrich Hofmann (compositeur).
 (juin 2025).
Heinrich Hofmann (19 mars 1824 à Darmstadt - 23 juin 1911 à Dresde) est un peintre hessois.
De thèmes religieux, ses tableaux les plus connus sont exposés à New York dans l'église Riverside.

## Biographie
Il entre à Académie des beaux-arts de Düsseldorf en 1842, où il apprend la peinture auprès des professeurs Theodor Hildebrandt et Wilhelm von Schadow. Dans les années 1870 et 1880, il fut professeur à l'Académie des beaux-arts de Dresde.